# 妹尾町
妹尾町（せのおちょう）は、かつて岡山県都窪郡にあった町である。1971年（昭和46年）3月8日に岡山市に編入され廃止された。現在は同市南区の妹尾地域となっている。本項では同町の町制前の名称である都宇郡妹尾村（せのおそん）についても述べる。

## 歴史
かつては備中国都宇郡妹尾村であった。地名は寿永年間（1180年代）に干拓地である当地に用水を引いた妹尾兼康に由来している。児島湾干拓事業前は現在の早島町域等を含む島の東部に位置する地域で、住民は漁業で生計を立てていた。現在の箕島付近は干潟であり、地区の北にある山の中でいくつかの貝塚が発見されている。江戸時代に当地を治めていた戸川氏の陣屋も存在した。

### 沿革
- 1690年（元禄3年）代 - 妹尾村が東磯・西磯に分けられる。
- 1876年（明治9年） - 東磯・西磯が合併して再び妹尾村が設置される。
- 1889年（明治22年）6月1日 - 町村制施行により、都宇郡妹尾村・箕島村が発足。
- 1896年（明治29年）2月26日 - 妹尾村が町制施行して妹尾町となる。
- 1900年（明治33年）4月1日 - 都宇郡が窪屋郡と合併して都窪郡となり、都窪郡妹尾町・箕島村となる。
- 1902年（明治35年）4月1日 - 妹尾町と箕島村が合併し、新・妹尾町が発足。
- 1910年（明治43年）6月12日 - 妹尾町と隣接する児島郡興除村東疇に妹尾駅が開業。
- 1939年（昭和14年）1月1日 - 備中箕島駅が開業。
- 1971年（昭和46年）3月8日 - 妹尾町が岡山市に編入される。
- 2009年（平成21年）4月1日 - 岡山市が政令指定都市に移行し、妹尾の行政区は南区となる。